# Дадукоу
Дадуко́у (кит. упр. 大渡口, пиньинь Dàdùkǒu, буквально: «вход на большую переправу») — район городского подчинения города центрального подчинения Чунцин (КНР).

## География
Район Дадукоу находится в центральной части города Чунцин. Ландшафт района холмистый, с низкими горами. Климат влажный субтропический муссонный. Среднегодовая температура около +18ºС, средняя зимняя температура от +6ºС до +8ºС, средняя летняя температура от +27 до +29 ℃. Общее количество солнечных часов в год — 1000—1200 часов. Зима в районе теплая, лето жаркое, безморозный период продолжительный. Среднегодовое количество осадков 1000—1400 мм, весной и летом идут частые дожди.

## История
Район был образован при изменении административно-территориального деления Чунцина в 1995 году. Название получил потому, что во время империи Цин в этом месте находилась северная часть лодочной переправы через реку.

## Административно-территориальное деление
Район Дадукоу делится на 5 уличных комитетов и 3 посёлка.

Уличные комитеты: Синьшаньцунь (新山村街道), Юэцзиньцунь (跃进村街道), Цзюгунмяо (九宫庙街道), Цецзыси (茄子溪街道), Чуньхуэйлу (春晖路街道).

Посёлки:Бацяо (八桥镇), Цзяньшэн (建胜镇), Тяодэн (跳蹬镇).